# Villers-en-Argonne

Villers-en-Argonne este o comună în departamentul Marne, Franța. În 2009 avea o populație de 230 de locuitori.